# Гарамян, Аршавир Суренович
Аршавир Суренович Гарамян (арм. Արշավիր Սուրենի Ղարամյան, род. 22 июля 1965 года, Карабулак, Аскеранский район, НКАО, Азербайджанская ССР, СССР) — армянский государственный деятель, генерал-лейтенант, «Герой Арцаха», за исключительные заслуги перед Отечеством награждён орденом «Золотой орёл».
Арестован властями Азербайджана 29 сентября 2023 года при попытке бегства в Армению.

## Биография
С 1984 по 1987 год служил в ВМФ СССР (Тихий океан).
В 1988—1989 — принимал активное участие в студенческом движении.
В 1989 — перевёлся на заочное отделение бухгалтерско-экономического факультета Ереванского института, после чего вернулся в родное село и до 1991 года работал в колхозе Карабулака главным экономистом.
Принимал активное участие в Первой карабахской войне . В 1990 году сформировал добровольческий отряд в Карабулаке, более известный как «батальон Аршо». Подразделение из восьми человек в основном было вооружено охотничьими ружьями и самодельным оружием. А «суть работы» состояла в несении боевого дежурства в долине Амараса и в окрестностях села Дашалты. В декабре 1991 г. отряд участвует в наступлении на село Диваналылар близ монастыря Амарас и начинает постепенно пополняться бойцами.
В январе-сентябре 1992 года был командиром взвода сформированного на основе отдельных рот Карабулака и 8 окрестных сёл — Чанахчи, Карабулака, Сарушена, Мадаткенда, Демирчиляра, Сигнаха, Мошхмаата и Хачмача, а в 1992—1996 годах — командиром 35-го мотострелкового батальона (ПСО) Аскеранского оборонительного района Армии обороны.
После штурма Шуши, батальон Гарамяна занял удобные позиции у села Зарыслы и в направлении Лачина. До 17 мая, сменяя отряд Жирайра Сефеляна и дашалтинской роты, подразделение Гарамяна остается на позициях Зарыслы. 17 мая рота получает новое задание — захватить известную под названием «Телевышка» высоту у Туршсу и открыть коридор для дальнейшего продвижения армянских войск в сторону Лачина.
В 1991—1994 гг. участвовал в оборонительных и наступательных боях за Мартунинский, Шушинский, Лачинский, Аскеранский, Мардакертский, Агдамский, Кельбаджарский и Физулинский районы.
В 1996—1997 годах работал главой администрации Шушинского района НКР.
В 1997—1999 годах был командующим Аскеранской[чего?] Армии обороны НКР, в 1999—2000 годах занимал должность заместителя министра внутренних дел НКР, в 2000—2004 годах — первого заместителя министра внутренних дел НКР. В 2004—2007 годах — первый заместитель начальника полиции НКР.
1 октября 2007 года назначен начальником Полиции НКР.
19 декабря 2007 года решением Национального Собрания НКР был назначен, а 26 декабря 2013 года переназначен Генеральным прокурором НКР.
29 октября 2014 года Указом Президента НКР назначен директором Службы Национальной Безопасности НКР.
В июне 2018 года указом Президента НКР назначен на должность Специального Представителя Президента НКР по особым поручениям.
26 июня 2019 года указом Президента НКР назначен Секретарём Совета Безопасности НКР.
18 мая 2020 года Президент НКР Бако Саакян подписал указ, согласно которому Аршавир Гарамян освобождён от должности секретаря Совета безопасности НКР в соответствии с его собственным заявлением.
30 сентября 2020 в азербайджанской прессе появилась информация об убийстве Гарамяна в ходе Второй карабахской войны, но Гарамян опроверг её на своей странице в Facebook.

## Образование
В 1983 — поступил на факультет радиофизики и электроники Ереванского государственного университета.
В 1984—1987 — служил в военно-морском флоте СССР, после демобилизации продолжил учёбу.
В 1994 году окончил Ереванский государственный экономический университет, в 2004 году — юридический факультет Арцахского государственного университета .

## Награды
- «Герой Арцаха».
- «Орден Золотой Орел».
- «Боевой крест», медали I и II степени.
- Медаль «За освобождение Шуши».
- Медаль «Маршал Баграмян».
- Медаль «Материнская благодарность героям Арцаха».
- Медаль «Драстамат Канаян».
- Нагрудный знак «Почетный работник Прокуратуры РА».
- Нагрудный знак «Почетный сотрудник службы безопасности РА».
- Нагрудный знак «Почетный работник Прокуратуры РА».
- Знак «Почётный сотрудник органов безопасности».

## Семья
Женат, имеет двоих детей.